# مارکوس کراکر
مارکوس کراکر (انگلیسی: Marcus Crocker؛ زادهٔ ۸ اکتبر ۱۹۷۴) بازیکن فوتبال اهل بریتانیا است.
از باشگاه‌هایی که در آن بازی کرده‌است می‌توان به باشگاه فوتبال بث سیتی، باشگاه فوتبال تاویستوک، باشگاه فوتبال پلیموث پارکوای، باشگاه فوتبال پلیموث آرگیل، باشگاه فوتبال نیوکی، و باشگاه فوتبال سنت بلیزی اشاره کرد.